# French Championships de 1961
O French Championships de 1961 foi um torneio de tênis disputado nas quadras de saibro do Stade Roland Garros, em Paris, na França, entre 15 e 27 de maio. Corresponde à 60ª edição.

## Finais

### Profissional
| Categoria | Evento    | Campeã(s)(o/ões)                               | Vice-campeã(s)(o/ões)              | Resultado               | Chave(s)  | Chave(s)       |
| --------- | --------- | ---------------------------------------------- | ---------------------------------- | ----------------------- | --------- | -------------- |
| Simples   | Masculino | Manuel Santana                                 | Nicola Pietrangeli                 | 4–6, 6–1, 3–6, 6–0, 6–2 | principal | qualificatório |
| Simples   | Feminino  | Ann Haydon Jones                               | Yola Ramírez                       | 6–2, 6–1                | principal | qualificatório |
| Duplas    | Masculino | Roy Emerson Rod Laver                          | Robert Howe Bob Mark               | 3–6, 6–1, 6–1, 6–4      | principal | principal      |
| Duplas    | Feminino  | Sandra Reynolds Price Renee Schuurman Haygarth | Maria Esther Bueno Darlene Hard    | w.o.                    | principal | principal      |
| Duplas    | Misto     | Darlene Hard Rod Laver                         | Věra Pužejová Suková Jiri Javorsky | 6–0, 2–6, 6–3           | principal | principal      |

### Juvenil
| Categoria | Evento    | Campeã(s)(o/ões) | Vice-campeã(s)(o/ões) | Resultado | Chave(s)  | Chave(s)       |
| --------- | --------- | ---------------- | --------------------- | --------- | --------- | -------------- |
| Simples   | Masculino | John Newcombe    | Daniel Contet         | 6–7, ab.  | principal | qualificatório |
| Simples   | Feminino  | Robyn Ebbern     | F. Courteix           | 6–1, 6–3  | principal | qualificatório |